# Feu de Noël
Le feu de Noël est une tradition présente dans plusieurs régions de France et d'Europe.
La nuit du 24 au 25 décembre, la population allume un ou plusieurs feux afin de célébrer le solstice d'hiver. 

## Feux de Noël en Europe
Selon la tradition orale, le rituel du feu de Noël est la plupart du temps associé à une volonté de protection du foyer et des cultures. 
En France, cette pratique est inscrite à l'Inventaire du patrimoine culturel immatériel, depuis 2010, par le Ministère de la Culture. 

### France
En France, ce feu de noël est un rituel agraire qui se déroule le soir de Noël. Cette pratique s'est maintenue dans plusieurs régions d'Aquitaine : dans le Bordelais, la vallée de la Garonne, le Bazadais, la Grande Lande, la Chalosse et le Béarn.
Ce rituel consiste à allumer un feu à la tombée de la nuit, la veille de Noël. En occitan, ce feu est appelé « Halha de Nadau ». Selon les traditions régionales, une fois le feu allumé, parents et enfants faisaient le tour de leurs champs, en récitant des incantations pour protéger leurs futures récoltes. 
Il peut y avoir des feux fixes, plutôt collectifs, organisés par les habitants d'un même hameau, quartier, ou d'une même maison comme en Chalosse et dans le nord du Béarn. Il existe aussi des feux mobiles, qui incluent les feux bazadais notamment.
En Bazadais, ce rituel a perduré jusqu'à la deuxième moitié du XXe siècle. Dans les années 1980, seules quelques familles y restent encore attachées. À la suite de la publication d'un article dans les Cahiers du Bazadais, en 1998, cette pratique revit même si elle s'éloigne des pratiques originelles pour ne plus consister qu'en un simple défilé de flambeaux. 
Par ailleurs, une formulette - dont il existe plusieurs variantes - s'est maintenue en Gascogne pour accompagner ce rituel :
Halha Nadau, (feu de Noël)

Lo pòrc a la sau, (le porc au sel)

La pola au topin, (la poule au pot)

Coratge vesin ! (courage voisin !)
À Capbreton, un feu très ancien était connu : la torrèle. Ce feu-là était organisé à la sortie de la messe de minuit pour rappeler une légende ancienne relatant une ruse de défense contre les invasions viking.
En Aquitaine, les feux de noël ont été répertoriés à l'inventaire du patrimoine culturel immatériel en France en 2010. 

#### Corse
- Costa
- L'Île-Rousse.

#### Nouvelle-Aquitaine
- Feux de Noël en Bazadais
- Département des Landes : ce feu est connu sous le nom de « Haille de Nadau » ou hailhe ou halha (selon que vous parliez et écriviez gascon couramment ou pas)[5].

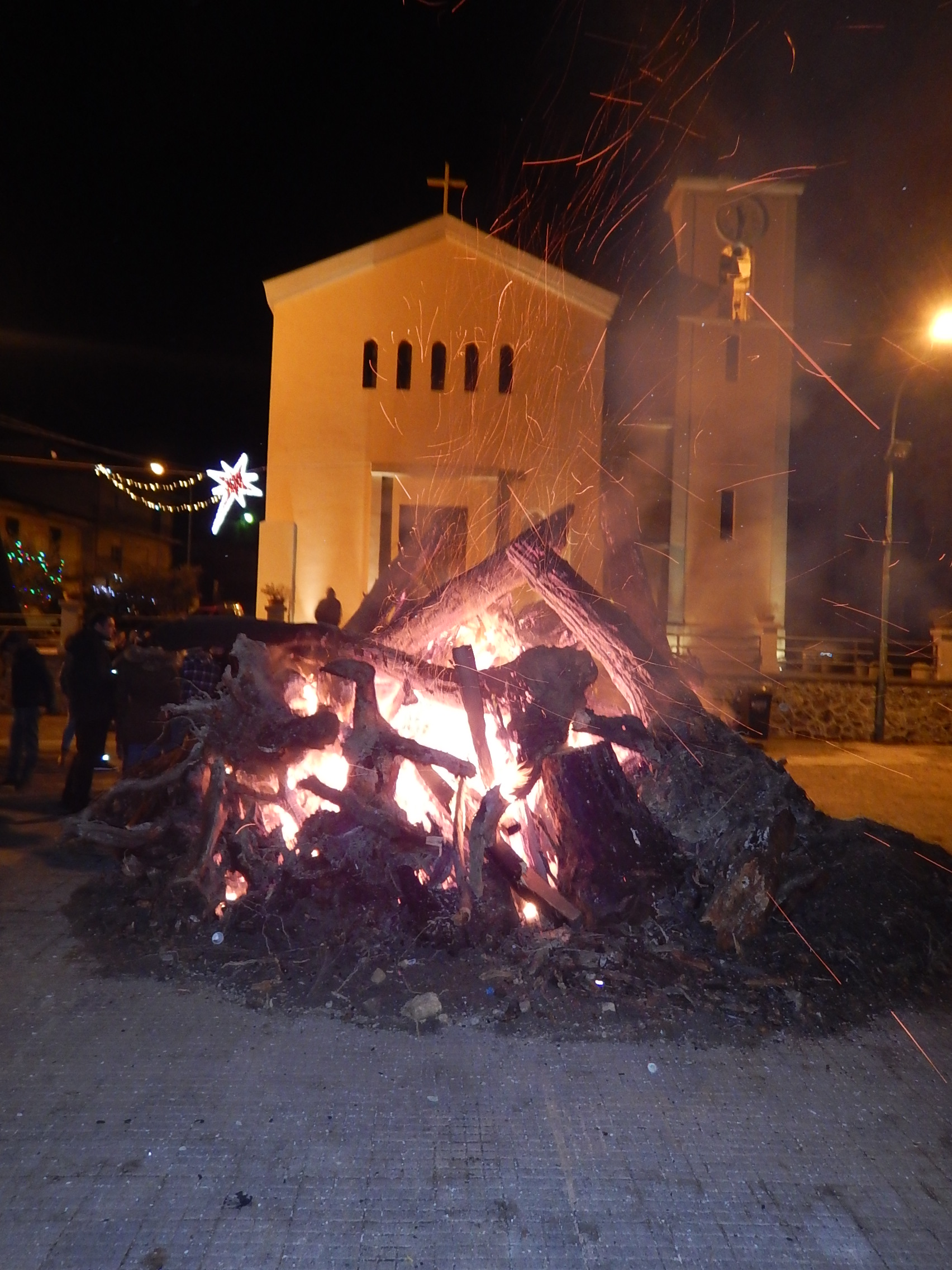
le Zucco de Fondachelli-Fantina, Sicile.

- Torrèle de Capbreton.

### Italie
Dans les pays de la Sicile de l'Est, un gros feu, appelé Zuccu (it), est allumé la nuit de Noël pour chauffer idéalement l'Enfant Jésus.